# Kayōmon-in no Echizen
Kayōmon-in no Echizen (jap. 嘉陽門院越前 Kayōmon-in no Echizen; zm. po 1248) – japońska poetka, tworząca w okresie Kamakura. Zaliczana do Trzydziestu Sześciu Mistrzyń Poezji.
Jako dama dworu służyła cesarzowej Shokushi, cesarzowi Go-Toba oraz jego córce księżnej Kayōmon-in. Aktywnie uczestniczyła w dworskim życiu literackim i brała udział w konkursach poetyckich organizowanych przez Go-Tobę.
Dwadzieścia pięć utworów jej autorstwa zamieszczonych zostało w cesarskich antologiach poezji.